# Bật đèn xanh

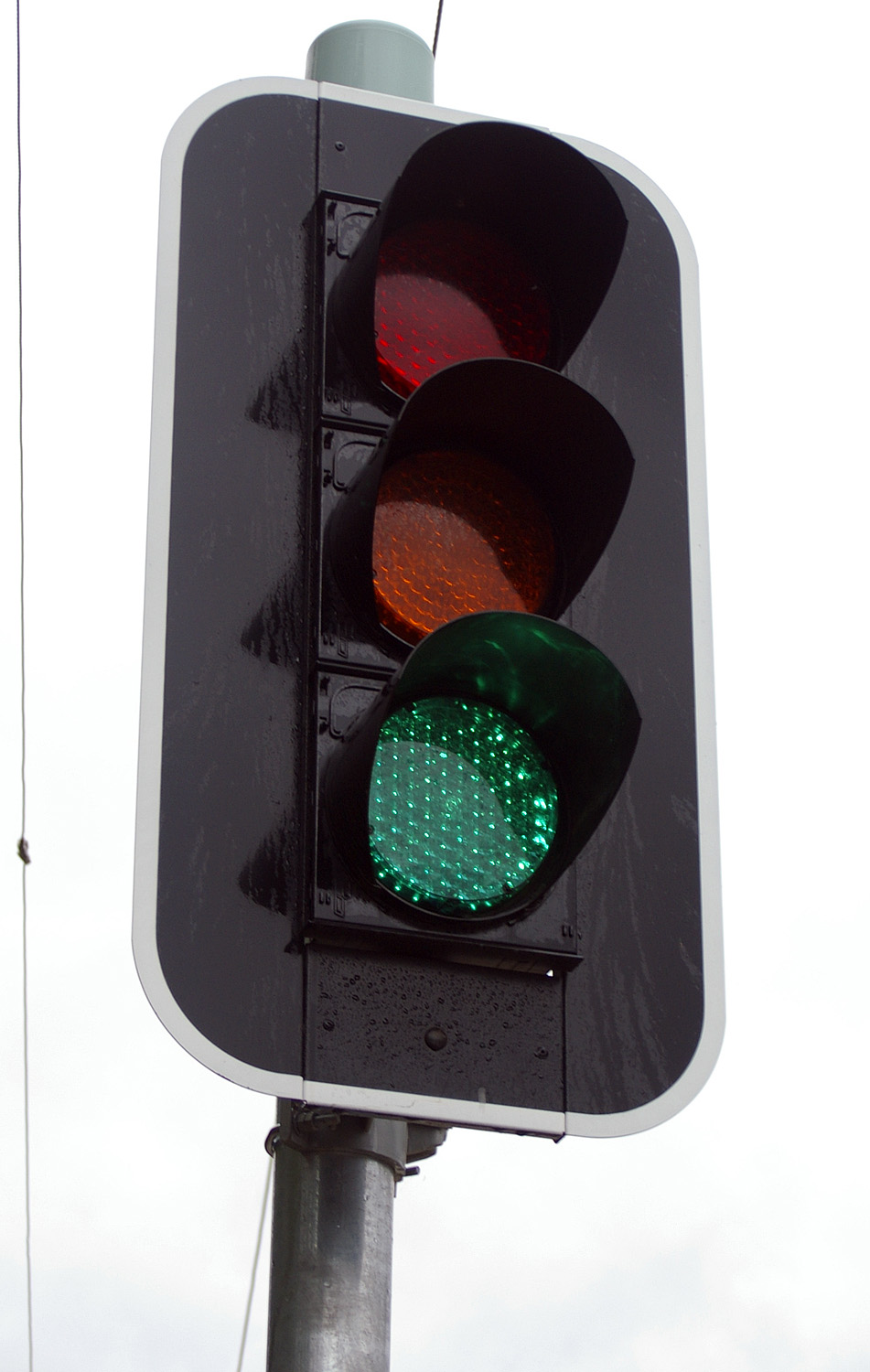
Đèn giao thông sáng xanh biểu thị tín hiệu "được đi".

Bật đèn xanh (tiếng Anh: green-light) là cấp phép hoặc đồng ý cho một dự án tiếp tục được thực hiện.  Thuật ngữ này lấy nghĩa gốc từ tín hiệu đèn giao thông sáng xanh biểu thị người tham gia giao thông "được đi".
Trong ngữ cảnh của ngành công nghiệp điện ảnh và truyền hình, bật đèn xanh một dự án nào đó có nghĩa là chính thức phê duyệt kinh phí thực hiện, và cam kết chắc chắn sẽ đầu tư kinh phí cho dự án phim ấy, từ đó cho phép dự án tiến triển từ giai đoạn phát triển đến sản xuất tiền kỳ và quay phim hiện trường.
Quyền quyết định bật đèn xanh một dự án thường được trao cho những người giữ vai trò quản lý dự án hoặc quản lý tài chính trong tổ chức, công ty đó.  Quá trình đưa một dự án từ giai đoạn trình diễn sơ lược tới khi được bật đèn xanh đã mang đến thành công cho chương trình truyền hình thực tế có tựa đề Project Greenlight.

## Các cách dùng khác của thuật ngữ
Trong bóng chày, thuật ngữ "bật đèn xanh" có nghĩa là người quản lý (huấn luyện viên chính) cho phép một cầu thủ có quyền được nóng nảy, nhất là trong trường hợp có xảy ra baserunning.
Trong các nhóm tội phạm có tổ chức hoặc tiếng lóng của tù nhân, "bật đèn xanh" ai đó có nghĩa là phê chuẩn việc ám sát của người đó. Một ví dụ về việc sử dụng từ này là ở trong phim Felon (2008), do nhân vật Val Kilmer thủ vai, John Smith, nói. Một ví dụ khác cũng xuất hiện trong phim End of Watch (2012), khi một tay côn đồ đe doạ hai sĩ quan cảnh sát rằng chúng đã được bật đèn xanh.
Trong tiểu thuyết Gatsby vĩ đại, một chiếc đèn xanh ở cuối bến tàu của Daisy Buchanan trong khu "tiền cũ" East Egg có thể nhìn thấy một cách rõ ràng từ bên kia hồ, nơi toạ lạc căn biệt thự của Jay Gatsby trong khu "tiền mới" West Egg. Chiếc đèn xanh ấy đã trở nên rất nổi tiếng, mang ý nghĩa biểu tượng, tượng trưng cho ước vọng và giấc mơ Mỹ, cuộc đấu tranh cho thành công và hạnh phúc.